# Elmiro Nascimento
Elmiro Alves do Nascimento (Patos de Minas, 3 de outubro de 1951) é um político brasileiro do estado de Minas Gerais. Foi prefeito de Patos de Minas e governou o município de 1997 a 2000, sempre filiado ao PFL, hoje DEM.
Começou a carreira na política como candidato a deputado estadual, em 1978. Atualmente é deputado estadual na Assembleia de Minas Gerais. Exerceu o mandato como deputado estadual na Assembleia Legislativa do Estado de Minas Gerais na 11ª e 12ª Legislaturas (1987 a 1995) como efetivo. Voltou ao legislativo mineiro na 15ª Legislatura (2003 a 2007) como suplente, ocupando vaga pelo afastamento de Bilac Pinto (5 de fevereiro de 2003 a 3 de janeiro de 2005) e de Alberto Bejani (4 de janeiro de 2005 a 31 de janeiro de 2007)

No dia 2 de julho de 2010, foi selecionado para fazer parte da chapa Somos Minas Gerais, encabeçada pelo governador Antônio Anastasia como primeiro suplente do candidato ao senado Aécio Neves. O segundo suplente é Tilden Santiago, do PSB. A outra vaga para a disputa ao senado foi para o ex-presidente da República Itamar Franco, até o seu falecimento, quando a vaga foi assumida pelo suplente Zezé Perrella.
No dia 03 de janeiro de 2011, tomou posse como Secretário de Estado de Agricultura, Pecuária e Abastecimento de Minas Gerais, compondo o novo quadro de Secretário de Estado do Governo Anastasia.